# Großsteingräber bei Gersten
Die Großsteingräber bei Gersten waren mehrere megalithische Grabanlagen unbekannter Zahl der jungsteinzeitlichen Trichterbecherkultur bei Gersten im Landkreis Emsland (Niedersachsen). Sie wurden im 19. Jahrhundert zerstört. Ihr genauer Standort ist nicht überliefert. Auch über Ausrichtung, Maße und Grabtyp liegen keine näheren Angaben vor.